# バザラック
バザラック（ペルシア語: بازارک, Bāzārak）は、アフガニスタン北東部の村。パンジシール州のバザラック郡に属し、同州の州都である。パンジシール渓谷に位置し、パンジシール川に沿って市街が形成されている。人口動態は2015年の調査で世帯数が2,747を数え、住人は24,723人と推定されている。これは34つの州都の中で29番目に多い。バザラックのほかにKhanez、Jangalak、Malaspa、Parandeh、Rahmankhelの6つの村から成る。面積は91平方キロメートルであるが、全体の84パーセントは荒地で土地利用は難しい。

## 歴史
ムジャーヒディーンでありアフガニスタン国家英雄のアフマド・シャー・マスードの出身地。1978年より断続的に続く紛争では一貫してマスード派の勢力が支配しており、1979年から1989年まで続いたソビエト連邦の軍事侵攻、1989年から2001年までのムジャーヒディーン同士の内戦とターリバーンの攻勢でも喪失することはなかった。
2011年7月9日、国家保安局の職員が国際治安支援部隊所属のアメリカ軍兵士と民間人の合わせて2名を殺害する事件が起こった。犯人は別の兵士によって射殺された。
2021年のターリバーン攻勢では同国で唯一ターリバーンが支配していない州都となった。8月15日の首都カーブルの陥落後はアムルッラー・サーレハ第一副大統領（後に暫定大統領の就任を宣言）がパンジシール渓谷を拠点とする民族抵抗戦線へ合流し、アフガニスタン・イスラム共和国政府が統治する数少ない都市の一つとなった。